# Schweizerische Energiestiftung
Die Schweizerische Energie-Stiftung (SES) wurde 1976 gegründet. Als Stiftung finanziert sie «sich fast ausschliesslich mit privaten Spendengeldern» und ist von Bund und Kantonen als gemeinnützige Organisation anerkannt. Nach eigenem Bekunden versteht sich die SES als «energiepolitische Fachorganisation», die sich «für eine intelligente, umwelt- und menschengerechte Energieversorgung» einsetzt.
Zu den Hauptanliegen der Stiftung gehören der Klimaschutz, die Verbesserung der Energieeffizienz sowie die Förderung erneuerbarer Energien. Die SES positioniert sich klar gegen die zivile Nutzung der Kernenergie: Sie «befürwortet den raschen Atomausstieg der Schweiz und setzt sich für eine echte Energiewende ein» und widerspricht der These «einer globalen AKW-Renaissance».
Von 1979 bis 1986 war Ursula Koch Geschäftsführerin der SES und in dieser Eigenschaft war sie auch Präsidentin des Initiativkomitees «Für eine Zukunft ohne weitere Atomkraftwerke» und «Für eine sichere, sparsame und umweltgerechte Energieversorgung». Beide Initiativen wurden am 23. September 1984 mit knapper Mehrheit vom Volk und mit deutlicher Mehrheit von den Ständen abgelehnt. 1988 lancierte die SES gemeinsam mit dem WWF Schweiz das «Energiestadt-Label», ein Projekt mit internationaler Ausstrahlung.
Anfang Februar 2012 haben die SES und das Schweizerische Sozialarchiv eine Archivvereinbarung unterzeichnet.
Die Schweizerische Energiestiftung setzte im Frühjahr 2024 über die Hälfte ihrer Reserven für die Ja-Kampagne für den Mantelerlass am 9. Juni 2024 ein und war damit deren grösster Geldgeber. Mit dem Erlass gelinge der Ausstieg aus den «klimaschädlichen fossilen Energiequellen und dem Atomstrom», und genau das sei der Stiftungszweck, sagte der Geschäftsführer.

## Gutachten des deutschen Öko-Instituts 2019
Im Zuge der Thematik um Einschlüsse in Reaktordruckbehältern, welche in den belgischen Reaktoren auftraten, wurden auch in der Schweiz die Reaktordruckbehälter geprüft. Die Schweizerische Energiestiftung hatte daraufhin das deutsche Öko-Institut mit einem Gutachten zum Sicherheitsnachweis des Reaktordruckbehälters Beznau, welches von der AXPO erstellt wurde, beauftragt. Das Eidgenössische Nuklearsicherheitsinspektorat (ENSI) hat dieses Gutachten analysiert und Stellung genommen. Darin heisst es: 
«Darüber hinaus enthält die Stellungnahme des Öko-Instituts gravierende fachliche Fehler, welche die Fachkunde des Öko-Instituts zur Beurteilung des vorliegenden Sicherheitsnachweises grundlegend in Frage stellen.»
«Aufgrund der genannten, schwerwiegenden Mängel kommt das ENSI zum Schluss, dass die Stellungnahme des Öko-Instituts (Mohr & Küppers 2019) in keiner Weise geeignet ist, die Beurteilung des ENSI im Hinblick auf die Sicherheit des RDB des Kernkraftwerks Beznau 1 in Frage zu stellen.»